# Порто Санто
Порту Санту е португалски остров в Атлантическия океан, разположен 43 км североизточно от Мадейра. Това е най-северният и най-източният остров на архипелага Мадейра. Разполага се на запад от Западна Европа и Африка.
Община Порто Санто заема целия остров и, както и малобройните съседни острови. Получава статут на град на 6 август 1996 г. Населението на острова през 2011 г. е 5483 души., а площта е 42.59 кв. км. Основното селище на острова е градчето Вила Балейра.

## География
Географски островът може да се подели на 2 части: планински североизток и равнинен югозапад. На югозапад е и популярната туристическа дестинация, която островът предлага, а именно деветкилометров бял пясъчен плаж. Съседният остров Мадейра не разполага с естествени дълги пясъчни ивици, което прави Порто Санто уникално място в тази част на Атлантика. Планинската североизточна част на острова се състои от върховете Пико до Кастело (437 метра), Пико да Джулиана (447 метра), Пико да Гандая (499 метра) и Пико до Фачо (517 метра).

### Климат
Порто Санто има топъл субтропичен полусух климат, с мека до топла зима и топло до горещо лято. Най-сухите месеци са юли и август, а най-влажните ноември и декември.

### Антропогеография
Основният град на острова е Вила Балейра, известен също като Порто Санто.
Въпреки че е малък остров, Порто Санто разполага с училища, здравен център, полицейски контингент, гимназия, църкви, няколко местни площада, конгресен център, музей, търговски центрове, барове, хотели и ресторанти.

## Икономика
Основната индустрия на остров Порто Санто е туризма, която се е разраства след построяване на хотели през 20-ти век. Присъствието на плажове и умерения климат са това, което привличат туристите. Има редовен ферибот до съседния остров Мадейра, като пътуването отнема от 90 до 120 минути.
На острова има международно летище, с ежедневни полети до Летище Мадейра (на около 15 минути със самолет). На Летище Порто Санто има връзки с вътрешни (Лисабон, Порто) и (понякога) международни полети (включително чартъри до Англия, Италия, Германия, Скандинавия, Белгия, Франция и Испания). Летището редовно служи като място за отклоняване на въздухоплавателни средства, които не могат да кацнат на летище Мадейра, поради честите затваряния на летището в резултат на силни ветрове.